# Vena jugularis interna

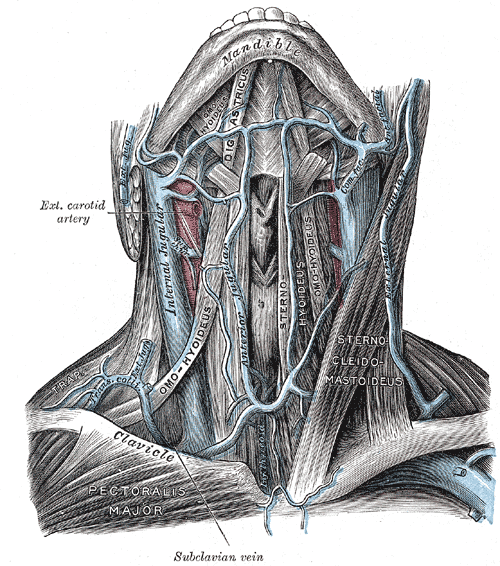
Halsvenen, anatomische Lage am überstreckten Hals: Rechts im Bild Vena jugularis interna, links Vena jugularis externa

Die Vena jugularis interna („innere Drosselvene“) ist eine Vene des Halses. Sie verläuft hinter dem Musculus sternocleidomastoideus (Kopfnickermuskel) parallel zur Arteria carotis communis (Halsschlagader) und zur Luftröhre. Sie beginnt als Fortsetzung des Sinus sigmoideus am Foramen jugulare der Schädelbasis und verläuft dann in der Tiefe des Halses, zusammen mit der Halsschlagader in der Vagina carotica. Sie sammelt das Blut aus dem Hinterhaupts- und dem Kehlbereich. Ihre Zuflüsse sind folglich:
- V. ophthalmica sup.
- V. facialis
- V. retromandibularis
- Plexus pterygoideus
- Vv. pharyngeales
- V. lingualis
- Vv. thyroideae superior et mediae
- V. sternocleidomastoidea

Da dies eine Vielfalt an venösen Gefäßen ist, hat sich der Merkspruch "Otto Fährt Richtige Panzer Pisten, Lacht, Trinkt & Stinkt" bewährt.
Bei einigen Arten ist dieses Gefäß nicht ausgebildet (z. B. beim Schaf) oder kommt nicht regelmäßig bei allen Individuen vor (z. B. beim Pferd). Die Vena jugularis interna vereinigt sich am Venenwinkel mit der Vena jugularis externa und der Vena subclavia.
Die Vena jugularis interna ist weder direkt sichtbar noch tastbar. Deswegen nutzt man den Ultraschall zur Untersuchung des Gefäßes. Wie bei der äußeren Drosselvene verändert sich die Füllung je nach Körperlage erheblich. In Kopftieflage ist sie prall gefüllt und bis zu 2 cm breit. Im Stehen ist sie fast leer gelaufen. Im Ultraschall erkennt man nicht selten eine Venenklappe am unteren Ende der Vene. Bei der Punktion des Gefäßes sind der Ultraschall und die Kopftieflage sehr wichtig. Auch mittels Computer- (CT) und Magnetresonanztomographie (MRT) kann die innere Drosselvene gut dargestellt werden.
Beim Menschen wird die Vena jugularis interna häufig zur Platzierung von Zentralen Venenkathetern verwendet, da sie fast gerade verläuft und somit die Katheter besser zum Herzen vorgeschoben werden können. Dazu nutzt man den tastbaren Puls der Halsschlagader als indirekten Hinweis für den Venenverlauf. Durch einen Kropf kann der Verlauf der Vena jugularis interna weit nach außen verschoben sein.
Den Verschluss der Vena jugularis interna durch ein Blutgerinnsel bezeichnet man als Jugularvenenthrombose. Eine Jugularvenenthrombose kombiniert mit hohem Fieber und hoher Anzahl von Fusobacterium necrophorum, kann ein Indiz auf das Lemierre-Syndrom (septische Jugularvenenthrombophlebitis, Septische Jugularvenenthrombose) sein – eine lebensbedrohliche Krankheit.